# 7 نوفمبر
- السبت
- الأحد
- الاثنين
- الثلاثاء
- الأربعاء
- الخميس
- الجمعة

- 110 جمادى الأولى 1447  هـ
- 211 جمادى الأولى 1447  هـ
- 312 جمادى الأولى 1447  هـ
- 413 جمادى الأولى 1447  هـ
- 514 جمادى الأولى 1447  هـ
- 615 جمادى الأولى 1447  هـ
- 716 جمادى الأولى 1447  هـ
- 817 جمادى الأولى 1447  هـ
- 918 جمادى الأولى 1447  هـ
- 1019 جمادى الأولى 1447  هـ
- 1120 جمادى الأولى 1447  هـ
- 1221 جمادى الأولى 1447  هـ
- 1322 جمادى الأولى 1447  هـ
- 1423 جمادى الأولى 1447  هـ
- 1524 جمادى الأولى 1447  هـ
- 1625 جمادى الأولى 1447  هـ
- 1726 جمادى الأولى 1447  هـ
- 1827 جمادى الأولى 1447  هـ
- 1928 جمادى الأولى 1447  هـ
- 2029 جمادى الأولى 1447  هـ
- 2130 جمادى الأولى 1447  هـ
- 221 جمادى الآخرة 1447  هـ
- 232 جمادى الآخرة 1447  هـ
- 243 جمادى الآخرة 1447  هـ
- 254 جمادى الآخرة 1447  هـ
- 265 جمادى الآخرة 1447  هـ
- 276 جمادى الآخرة 1447  هـ
- 287 جمادى الآخرة 1447  هـ
- 298 جمادى الآخرة 1447  هـ
- 309 جمادى الآخرة 1447  هـ
- 110 جمادى الآخرة 1447  هـ
- 211 جمادى الآخرة 1447  هـ
- 312 جمادى الآخرة 1447  هـ
- 413 جمادى الآخرة 1447  هـ
- 514 جمادى الآخرة 1447  هـ

7 نوفمبر أو 7 تشرين الثاني أو يوم 7 \ 11 (اليوم السابع من الشهر الحادي عشر) هو اليوم الحادي عشر بعد الثلاثمائة (311) من السنة، أو الثاني عشر بعد الثلاثمائة (312) في السنوات الكبيسة، وفقًا للتقويم الميلادي الغربي (الغريغوري). يبقى بعده 54 يومًا على انتهاء السنة.

## أحداث
- 1492 - «نيزك أنسيشيم» يضرب الأرض وقت الظهر في حقل قمح خارج الألزاس في فرنسا.
- 1875 - القوات الإثيوبية بقيادة البريطاني كيركهام تحاصر في وادٍ ثم تبيد فرقة مصرية قوامها 2000 جندي يقودهم السويسري منزينجر باشا في «معركة جوندت» وذلك ضمن حملة الحبشة.
- 1898 - الإمبراطور الألماني غليوم الثاني يبدأ زيارة تاريخية إلى دمشق في إطار جولة قام بها في الدولة العثمانية شملت أيضاً القدس وإستانبول.
- 1916 - انتخاب جانيت رانكين عضوة في الكونغرس الأمريكي، لتكون أول امرأة تنتخب لعضويته.
- 1917 -
  - البلاشفة يتسلمون السلطة في روسيا.
  - القوات البريطانية بقيادة الجنرال إدموند ألنبي تتمكن من الاستيلاء على قطاع غزة بفلسطين من القوات العثمانية.
- 1919 - القبض على أكثر من 10000 من الشيوعيين والفوضويين في 23 مدينة أميركية.
- 1920 - البطريرك تيخون يصدر مرسومًا يؤدي إلى تشكيل الكنيسة الروسية الأرثوذكسية خارج روسيا.
- 1921 - بينيتو موسوليني يعلن نفسه «دوتشي» الحزب الفاشي.
- 1949 - ملك مصر فاروق الأول يصدر قرارًا يحل به البرلمان وإجراء انتخابات جديدة.
- 1956 - الجمعية العامة للأمم المتحدة توافق على قرارًا يطلب من المملكة المتحدة وفرنسا وإسرائيل الإنسحاب الفوري من مصر بعد اجتياحهم للسويس.
- 1962 - اتفاق بين الولايات المتحدة والاتحاد السوفيتي تقوم بموجبه سفن أميركية بالتحقق من البحر من الصواريخ السوفيتية التي يتم سحبها من كوبا.
- 1972 - إعادة انتخاب ريتشارد نيكسون رئيسًا للولايات المتحدة لفترة رئاسية ثانية.
- 1973 - مصر والولايات المتحدة تستأنفان العلاقات الدبلوماسية الكاملة بينهما بعد قطيعة استمرت نحو ستة سنوات منذ حرب 1967.
- 1983 - الرئيس الجزائري الشاذلي بن جديد يقوم بزيارة رسمية إلى فرنسا هي الأولى لرئيس جزائري منذ الاستقلال.
- 1985 - رئيس اللجنة التنفيذية لمنظمة التحرير الفلسطينية ياسر عرفات يعلن من القاهرة إدانته لكل أشكال الإرهاب، لكنه يجدد تأكيده على حق الفلسطينيين في مقاومة الاحتلال الإسرائيلي على أرضهم.
- 1987 - رئيس الوزراء التونسي زين العابدين بن علي يطيح بالرئيس الحبيب بورقيبة في انقلاب أبيض ويتولى الرئاسة في تونس.
- 1990 - انتخاب ماري روبنسون رئيسة لجمهورية أيرلندا، لتصبح أول امرأة تتولى الرئاسة فيها.
- 2004 - الحكومة العراقية المؤقتة تعلن حالة الطوارئ لمدة 60 يومًا.
- 2007 - الجنيه الإسترليني يصل لأعلى قيمة له مقابل الدولار منذ ست وعشرين عامًا، حيث وصلت قيمته إلى 2،1161$.
- 2012 - الرئيس الأميركي باراك أوباما يفوز بولاية رئاسية ثانية بعدما حصل على 303 أصوات في المجمع الانتخابي، مقابل 206 أصوات لمنافسه ميت رومني.
- 2016 - افتتاح مؤتمر الأمم المتحدة للتغير المناخي (COP22) بمدينة مراكش بالمغرب.
- 2018 - انتخاب العالم المغربي أحمد الريسوني رئيسًا للاتحاد العالمي لعلماء المسلمين خلفًا للمؤسس الشيخ يوسف القرضاوي.
- 2020 - جو بايدن يفوز بالانتخابات الرئاسية الأمريكية.
- 2021 - إجراء الانتخابات العامة في نيكاراغوا لانتخاب الرئيس وأعضاء الجمعية الوطنية وأعضاء برلمان أمريكا الوسطى، رغم اعتقال معظم مرشحي المعارضة للرئاسة.
- 2024 - اشتباكات بين مشجعين إسرائيليين ومناصرين لفلسطين نتيجة حرب غزة، في أمستردام، ما أدَّى لإصابة العشرات بجروح.

## مواليد
- 630 - قسطنطين الثاني، إمبراطور الإمبراطورية البيزنطية.
- 994 - علي بن حزم الأندلسي، فيلسوف عربي.
- 1832 - أندرو ديكسون وايت، كاتب ودبلوماسي أمريكي.
- 1852 - داود صليوا، صحفي ومدرس وشاعر عراقي.
- 1867 - ماري كوري، عالمة فيزياء وكيمياء بولندية فرنسية حاصلة على جائزة نوبل في الفيزياء عام 1903 وجائزة نوبل في الكيمياء عام 1911.
- 1878 - ليزه مايتنر، عالمة فيزياء سويدية.
- 1879 - ليون تروتسكي، قائد ومفكر شيوعي.
- 1888 - جندر شيكهر رامان، عالم فيزياء هندي حاصل على جائزة نوبل في الفيزياء عام 1930.
- 1903 - كونراد لورنتس، عالم نمساوي في علم الحيوان حاصل على جائزة نوبل في الطب عام 1973.
- 1913 - ألبير كامو، كاتب وفيلسوف فرنسي حاصل على جائزة نوبل في الأدب عام 1957.
- 1929 - إريك كاندل، عالم أمريكي في العلوم العصبية حاصل على جائزة نوبل في الطب عام 2000.
- 1937 - رجاء حسين، ممثلة مصرية.
- 1939 - باربارا لسكوف، عالمة أمريكية في علم الحاسوب.
- 1943 - مايكل سبنس، اقتصادي أمريكي حاصل على جائزة نوبل في العلوم الاقتصادية عام 2001.
- 1944 - لويجي ريفا، لاعب كرة قدم إيطالي.
- 1945 - إيرل بون، ممثل أمريكي.
- 1952 - ديفيد بتريوس، عسكري أمريكي.
- 1963 - جون بارنس، لاعب ومدرب كرة قدم إنجليزي.
- 1967 - دافيد غيتا، دي جاي فرنسي.
- 1973 - مارتن باليرمو، لاعب كرة قدم أرجنتيني.
- 1975 - مرزوق العتيبي، لاعب كرة قدم سعودي.
- 1978 -
  - مكسيم خليل، ممثل سوري.
  - محمد أبو تريكة، لاعب كرة قدم مصري.
  - ريو فرديناند، لاعب كرة قدم إنجليزي.
  - يان فينغور أوف هيسلينك، لاعب كرة قدم هولندي.

## وفيات
- 644 - عمر بن الخطاب، ثاني الخلفاء الراشدين.
- 1956 - زيان عاشور، قائد الثورة الجزائرية في الصحراء.
- 1962 - إليانور روزفلت، سياسية أمريكية وزوجة الرئيس الأمريكي فرانكلين روزفلت والسيدة الأولى السابقة للولايات المتحدة.
- 1965 - محمد بن عبد العزيز المانع، عالم مسلم وتربوي سعودي.
- 1980 - ستيف ماكوين، ممثل أمريكي.
- 1991 - نوري جعفر، عالم نفس وفيلسوف تعليم عراقي.
- 1992 - ألكسندر دوبتشيك، سياسي ورجل دولة سلوفاكي.
- 2011 - جو فريزر، ملاكم أمريكي.
- 2013 - مانفريد رومل، رئيس بلدية شتوتغارت والابن الوحيد للقائد العسكري الألماني السابق إرفين رومل.
- 2019 - هيثم أحمد زكي، ممثل مصري.

## أعياد ومناسبات
- اليوم الوطني في كتالونيا الشمالية.
- اليوم العالمي للفيزياء الطبية، تم تحديده من قبل المنظمة الدولية للفيزياء الطبية يوافق يوم ميلاد ماري كوري .

## وصلات خارجية
- وكالة الأنباء القطريَّة: حدث في مثل هذا اليوم.
- النيويورك تايمز: حدث في مثل هذا اليوم.
- BBC: حدث في مثل هذا اليوم.